# Pterocaulon pycnostachyum
Pterocaulon pycnostachyum là một loài thực vật có hoa trong họ Cúc. Loài này được (Michx.) Elliott miêu tả khoa học đầu tiên năm 1824.